# Thomas Hefti
Thomas Hefti (Zürich, 30 oktober 1959) is een Zwitsers advocaat en politicus voor de Vrijzinnig-Democratische Partij.De Liberalen (FDP/PLR) uit het kanton Glarus. In de periode 2021-2022 was hij voorzitter van de Kantonsraad.

## Biografie

### Opleiding
Thomas Hefti is een zoon van Peter Hefti. Hij studeerde rechten aan de Universiteit van Neuchâtel en behaalde er in 1984 zijn diploma. In 1988 doctoreerde hij over de bescherming van buitenlandse eigendom in het internationaal publiekrecht. In 1992 behaalde hij bijkomend een Master of Laws aan de Universiteit van Londen. Sinds 1994 is hij advocaat gevestigd in het kanton Glarus.

### Politicus
In 1998 werd Thomas Hefti gemeenteraadslid in zijn woonplaats Schwanden en later in de fusiegemeente Glarus Süd. In 2008 geraakte hij verkozen in de Landraad van Glarus, waar hij zetelde tot 2020. In 2014 werd hij verkozen als lid van de Kantonsraad, in opvolging van overleden zittend Kantonsraadslid Pankraz Freitag. Bij de parlementsverkiezingen van 2015 en die van 2019 werd hij herverkozen. Van 29 november 2021 tot 28 november 2022 was hij voorzitter van de Kantonsraad. Bij de parlementsverkiezingen van 2023 stelde hij zich niet herverkiesbaar.

## Trivia
In het Zwitserse leger heeft Hefti de graad van kapitein.